# Saharat Kanyaroj
Saharat Kanyaroj (thailändisch สหรัฐ กันยะโรจน์, * 9. Juni 1994 in Lamphun), auch als Farm (thailändisch ฟาร์ม) bekannt, ist ein thailändischer Fußballspieler.

## Karriere

### Verein
Saharat Kanyaroj erlernte das Fußballspielen in der Jugendmannschaft des Drittligisten Lamphun Warrior FC. Hier unterschrieb er 2011 auch seinen ersten Vertrag. 2015 wechselte er zum Erstligisten Chiangrai United nach Chiangrai. Bis Mitte 2016 spielte er 32 Mal für den Club. Zur Rückserie 2016 verpflichtete ihn der Zweitligist PTT Rayong FC. Mit dem Verein wurde er 2018 Meister und stieg somit in die Erste Liga auf. Nachdem PTT im November 2019 bekannt gab, dass der Verein sich aus der Thai League zurückzieht, wechselte er zum Erstligisten Muangthong United. Im August 2021 wechselte er auf Leihbasis nach Chiangmai zum Erstligaaufsteiger Chiangmai United FC. Nach einer Saison in der ersten Liga musste er mit Chiangmai nach der Saison 2021/22 wieder in die zweite Liga absteigen. Nach dem Abstieg kehrte er zu Muangthong zurück. Inder Hinrunde 2022/23 bestritt er sieben Ligaspiele für Muangthong. Im Januar 2033 wechselte er auf Leihbasis zum ebenfalls in der ersten Liga spielenden Nakhon Ratchasima FC. Am Ende der Saison 2022/23 musste er mit dem Verein aus Nakhon Ratchasima in die zweite Liga absteigen. Für Korat bestritt er elf Ligaspiele. Nach der Ausleihe kehrte er zu Muangthong zurück. Hier wurde sein Vertrag jedoch nicht verlängert. Im Sommer 2023 nahm ihn der ebenfalls in der ersten Liga spielenden PT Prachuap FC unter Vertrag.

### Nationalmannschaft
Von 2015 bis 2016 stand Saharat Kanyaroj mehrfach im Kader der  thailändischen U-23-Nationalmannschaft. In der Zeit absolvierte er ein Spiel für die U-23.

## Erfolge
PTT Rayong
- Thailändische Zweitligameister: 2018  ▲